# The Fortune (película)
The Fortune (titulada Dos pillos y la heredera en Argentina y Dos pillos y una herencia en España) es una película estadounidense de acción y comedia de 1975, dirigida por Mike Nichols y producida por los estudios Columbia Pictures. Ambientada en los años 1920, con un guion escrito por Carole Eastman (bajo el seudónimo de Adrien Joyce), la cinta está protagonizada por Jack Nicholson, Stockard Channing y Warren Beatty.
La película fue nominada a un Globo de Oro en la categoría de mejor actriz revelación, por el trabajo de Stockard Channing.

## Argumento
Años 20, en los Estados Unidos de América se proclamó una ley, la Ley Mann, que prohibía a los maridos tener relaciones sexuales en otros estados antes de estar casados. Nicky Stumpo (Warren Beatty) era un hombre astuto, pero casado, que tenía una amante adinerada, Freddie (Stockard Channing) . Nicky quería volar a los Ángeles con ella para conseguir su fortuna, pero, para hacerlo sin romper la ley añade al plan a su amigo Óscar (Jack Nicholson). Nicky le pide a su amigo que se case con ella para seguir su plan y repartirse el botín, pero Óscar comete un fallo, y es intentar mantener relaciones sexuales con Freddie y ésta va intuyendo sus verdaderas intenciones.

## Reparto
- Jack Nicholson como Oscar
- Warren Beatty como Nicky Wilson
- Stockard Channing como Fredrika
- Florence Stanley como Sra. Gould
- Richard B. Shull como Detective Power
- Scatman Crothers como Fisherman
- Kathryn Grody como Secretaria de policía
- Ian Wolfe como Justice of the Peace
- Dub Taylor como Rattlesnake Tom
- Christopher Guest como Boy Lover